# Santa Maria de Belém
 Santa Maria de Belém é uma parte da cidade e antiga freguesia portuguesa do município de Lisboa, com 3,43 km² de área e 8 541 habitantes (2011). Densidade: 2 490,1 hab/km². Belém está ligada aos Descobrimentos, quando D. Manuel I subiu ao trono em 1495.
O seu orago ou padroeiro é, desde a sua origem, Nossa Senhora mais precisamente Santa Maria de Belém.
O território que pertencia à antiga freguesia de Santa Maria de Belém contém vários espaços verdejantes com museus, parques e jardins, possuindo um atraente ambiente ribeirinho com cafés e um passeio público.
Belém foi concelho autónomo entre 1852 e 1885, quando foi incorporado em Lisboa. Era constituído pelas seguintes freguesias: Ajuda, Benfica, Carnide, Belém, Odivelas, Alcântara extra-muros, Santa Isabel extra-muros e São Sebastião da Pedreira extra muros. Tinha 63 km² e 27 635 habitantes em 1864 e 30 747 em 1878.
Como consequência de uma reorganização administrativa, oficializada a 8 de novembro de 2012 e que entrou em vigor após as eleições autárquicas de 2013, foi determinada a extinção da freguesia, passando o seu território integralmente para a nova freguesia de Belém.

## População
★ Nos anos de 1864 e 1878 pertencia ao concelho de Belém, que foi extinto pela Lei de 18/07/1885. Os seus limites foram fixados pelo decreto-lei nº 42.142, de 07/02/1959

 Grupos etários em 2001 e 2011			

| Nº de habitantes | Nº de habitantes | Nº de habitantes | Nº de habitantes | Nº de habitantes | Nº de habitantes | Nº de habitantes | Nº de habitantes | Nº de habitantes | Nº de habitantes | Nº de habitantes | Nº de habitantes | Nº de habitantes | Nº de habitantes | Nº de habitantes | Nº de habitantes |
| ---------------- | ---------------- | ---------------- | ---------------- | ---------------- | ---------------- | ---------------- | ---------------- | ---------------- | ---------------- | ---------------- | ---------------- | ---------------- | ---------------- | ---------------- | ---------------- |
| 1864             | 1878             | 1890             | 1900             | 1911             | 1920             | 1930             | 1940             | 1950             | 1960             | 1970             | 1981             | 1991             | 2001             | 2011             |                  |
| 5716             | 7890             | 9042             | 12975            | 14477            | 14521            | 16817            | 17435            | 24637            | 20416            | 18486            | 17057            | 12092            | 9756             | 8541             |                  |
|                  | +38%             | +15%             | +43%             | +12%             | +0%              | +16%             | +4%              | +41%             | -17%             | -9%              | -8%              | -29%             | -19%             | -12%             |                  |

|     | 0-14 anos    | 15-24 anos  | 25-64 anos   | 65 e + anos  |
| Hab | 1140 \| 1094 | 1135 \| 736 | 4681 \| 4234 | 2800 \| 2477 |
| Var | -4%          | -35%        | -10%         | -12%         |

## Património
- Lápide do Deus Esculápio
- Mosteiro de Santa Maria de Belém ou Mosteiro dos Jerónimos
- Estátuas lusitanas de Montalegre
- Capela de São Jerónimo ou Ermida de São Jerónimo ou Ermida do Restelo
- Clube de Futebol Os Belenenses
- Estádio do Restelo
- Edifício da Fábrica Nacional da Cordoaria ou Cordoaria Nacional
- Edifício onde está instalado o Museu de Arte Popular
- Casa do Governador da Torre de Belém
- Antiga residência do Governador do Forte do Bom Sucesso
- Forte do Alto do Duque
- Palácio do Marquês de Angeja
- Imóvel em Lisboa, na Rua da Praia de Pedrouços
- Centro Cultural de Belém
- Central Tejo ou Museu da Electricidade
- Palácio Nacional de Belém
- Edifício na Rua de Pedrouços, n.º 84 a 88A
- Capela do Santo Cristo ou Ermida do Santo Cristo
- Convento de Nossa Senhora do Bom Sucesso (conjunto) ou Convento Dominicano de Nossa Senhora do Bom Sucesso
- Palacete na Rua de Pedrouços ou Vila Garcia (Lisboa)
- Casa Nobre de Lázaro Leitão Aranha ou Casa Nobre de Lázaro Leitão ou Quinta de Lázaro Leitão incluindo jardins
- Torre de São Vicente de Belém ou Torre de Belém ou Torre de São Vicente a Par de Belém - (estilo manuelino)
- Monumento aos Descobrimentos

## Arruamentos
A freguesia de Santa Maria de Belém continha 151 arruamentos. Eram eles:
| - Avenida da Índia | - Rua Catorze (Bairro Terras do Forno) | - Rua Dom Lourenço de Almeida | - Rua Treze (Bairro Terras do Forno) |